# Novomikhàilovka (Altai)
|  | Per a altres significats, vegeu «Novomikhàilovka». |

Novomikhàilovka (en rus: Новомихайловка) és un poble del krai de l'Altai, a Rússia, que el 2013 tenia 216 habitants. Pertany al districte de Lóktevski.